# Католичка црква у Украјини
Украјинска римокатоличка црква или Римокатоличка црква у Украјини (укр. Римо-католицька церква в Україні), је пета по величини црква у Украјини, део велике Римокатоличке цркве са седиштем у Риму односно Ватикану. Цркву тренутно предводи надбискуп Мичислав Мокрзyцки са својим седиштем у граду Лавову. Према одређеним статистикама у Украјини је све до осамостаљења живело најмање 8% грађана римокатоличке вероисповести. Данас у Украјини живи свега око један милион украјинских грађана римокатоличке вероисповести. Црква има посебно квалитетну сарадњу са сестринском Украјинском гркокатоличком црквом.

## Основне информације
Римокатоличка црква у Украјини је присутна већ у 14. веку постепеним развојем пољске колонизације. Посебно је ојачана у склопу Пољско-литванске уније на прелазу са 15. на 16. век. Према службеним подацима из 2007. године у Украјини има 905 римокатоличких заједница, 88 римокатоличких манастира, 656 римокатоличких црквених службеника и 527 римокатоличких свештеника. У Украјини постоји укупно 787 римокатоличких катедрала и цркви, а мањи део њих је у фази обнове и изградње. Такође постоји 8 високих римокатоличких институција и преко 551 образовних установа.